# Краснолобая питтоподобная муравьеловка
Краснолобая питтоподобная муравьеловка (лат. Formicarius rufifrons) — вид воробьиных птиц из семейства муравьеловковых. Подвидов не выделяют.

## Распространение
Встречаются очень локально во влажных лесах на юго-востоке Перу, в северо-западной Боливии (департамент Пандо) и на крайнем юго-западе Бразилии (штат Акри).

## Описание
Длина тела 18 см. Верхняя часть тела полностью коричневая с более ржаво-коричневыми верхними перьями хвоста. Голова спереди от оранжевой до ржавой. Нижняя часть тела птицы чёрно-серого цвета, нижняя часть брюшка при этом коричневая. Хвост тёмный.

### Вокализация
Песня описана как серия восходящих и нисходящих монотонных свистков.

## Охранный статус
МСОП присвоил виду охранный статус NT. Угрозу для этих птиц представляет возможность утраты среды обитания.